# Sankt Florian (Linz-Land)
Sankt Florian este un târg din districtul Linz-Land, Oberösterreich, Austria. În anul 2019 avea 5.652 de locuitori.

## Monumente
- Mănăstirea Sankt Florian, așezământ al călugărilor augustini